# Ilija Smiljanić
Ilija Smiljanić (? – Vučjak na Velebitu, 5. studenog 1654.), hrvatski protuosmanski ratnik, serdar i harambaša iz serdarske obitelji Smiljanić. Za vrijeme Kandijskoga rata (1645. – 1669.) nanio je niz poraza Osmanlijama u Dalmaciji i Lici. Opjevan je kao narodni junak i ustanik u brojnim narodnim pjesmama.
Istaknuo se, zajedno s braćom Filipom († 1656.), Smiljanom († 1687.) i Markom († 1693.), u mletačko-turskim sukobima sredinom 17. stoljeća. Zbog zasluga u ratu, mletačke vlasti dodijelile su mu 1648. godine naslove serdara i harambaše. Istaknuo se u uspješnim vojnim akcijama na osmanskim teritorijima u Lici, Krbavi i Dalmaciji, gdje je ostvario niz povjeda nad Turcima, osobito u bitkama kraj Zvonigrada i Bilaja (1649.), Korlata (1651.), Ostrovice (1652.) te Udbine i Livna (1653.).
Poginuo je na području Velebita, prilikom jednog od pokušaja prodora u Liku.